# Содаліт
Содалі́т — мінерал, алюмосилікат натрію каркасної будови з додатковим аніоном Cl–. Назва — за складом (Th. Thomson, 1811).

## Опис
Хімічна формула: Na8[Cl2|AlSiO4]6.
Містить (%): Na2O — 25,6; Al2O3 — 31,6; SiO2 — 37,2; Cl — 7,3.
Сингонія кубічна. Гексоктаедричний вид. Утворює зернисті аґреґати, облямівки навколо кристалів нефеліну, рідше — самостійні зерна. Густина 2,27-2,33. Тв. 5,0-6,5. Колір рожевий, жовтий, синій, сірий, зеленуватий, безбарвний. Блиск скляний. Блиск по площині спайності скловидний, в зламі — жирний. Кристали рідкісні, зазвичай у вигляді зернистих або масивних агрегатів. Злом нерівний. Крихкий, люмінесціює в УФ-світлі. Як породотвірний мінерал поширений в нефелінових і содалітових сієнітах і фонолітах. Рідкісний магматичний мінерал лужних ефузивних порід, рідше інтрузивних (сієнітів). Легко змінюється в натроліт, рідше — в серицит, гідраргіліт, діаспор, канкриніт.

## Використання
Використовується як ювелірний камінь для виготовлення прикрас, а також для декоративно-художніх виробів. Для ювелірних цілей придатні лише щільні агрегати.

## Різновиди
Розрізняють різновиди содаліту:
- гакманіт (содаліт, який містить до 0,5 % сірки; зустрічається в лужних вивержених породах),
- гідросодаліт, содаліт гідроксилистий (содаліт, в якому частина Cl заміщена ОН-групами; знайдений у Ловозерських нефелінових сієнітах на Кольському п-ові),
- содаліт бериліїстий (різновид содаліту, що містить 5,4 % ВеО з Ловозерського масиву на Кольському п-ові і родов. Тугтуп у Ґренландії),
- содаліт молібденистий, молібдосодаліт (різновид содаліту, що містить до 2,8-3,0 % МоО3).

## Поширення

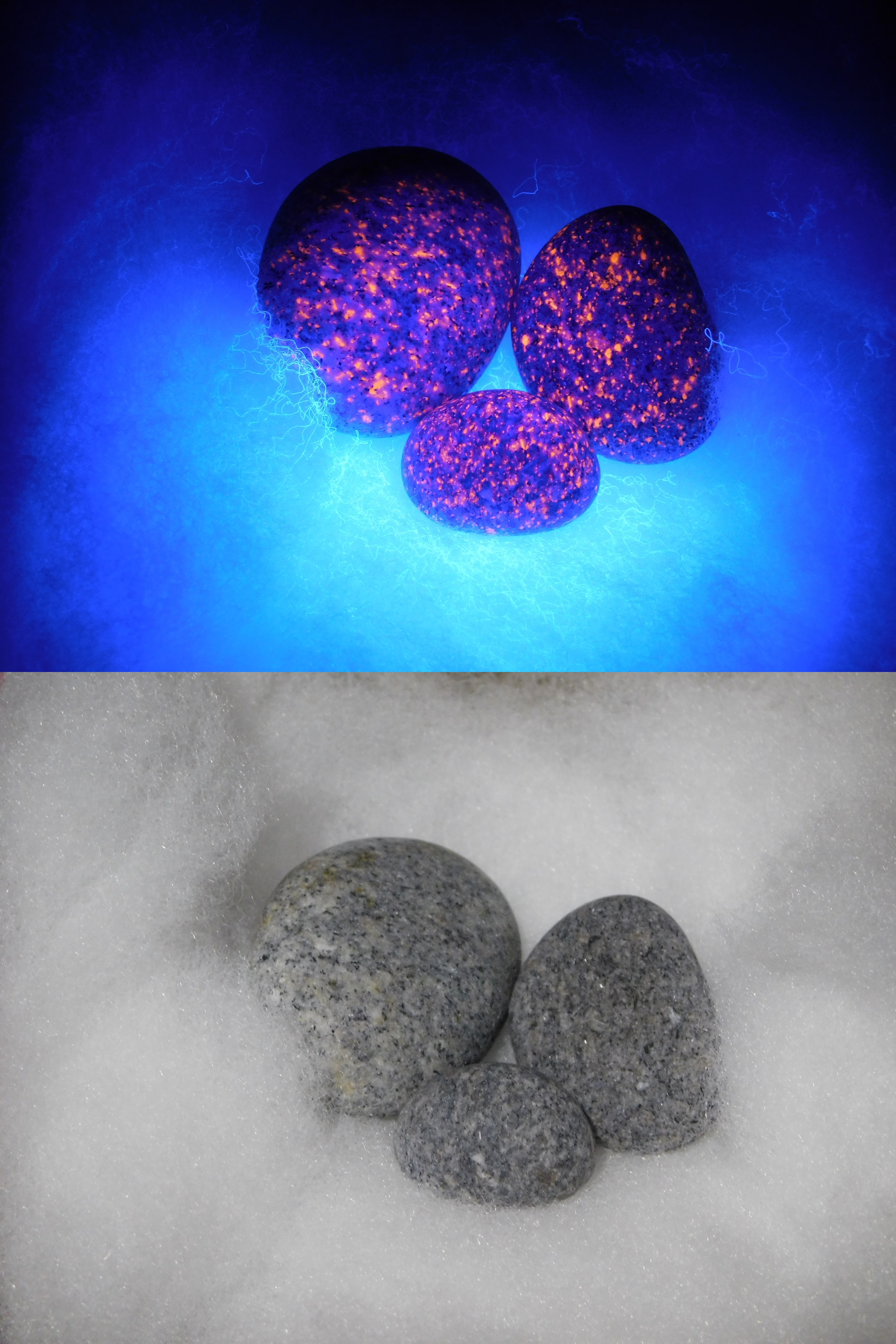
Содаліт світиться під УВ-світлом

Розповсюдження: оз. Лаахер, Ейфель (ФРН), Везувій (Італія), Трансильванія (Румунія), Серра-ді-Моншикі (Португалія), Кангердлуарсук (Ґренландія), Серро-Сапо (Болівія), шт. Мен, Массачусетс (США), Квебек (Канада), Ільменський заповідник — Урал, Респ. Саха (РФ). На території України синій содаліт виявлено у лужних породах Жовтневого лужного масиву (Східне Приазов'я). Виробне каміння.
Родовища приурочені до магматичних лужних порід. Найбільш значні з них знаходяться в Бразилії (Баїя), інші — в Канаді (Онтаріо), Індії, ПАР, США.